# حوش بجد

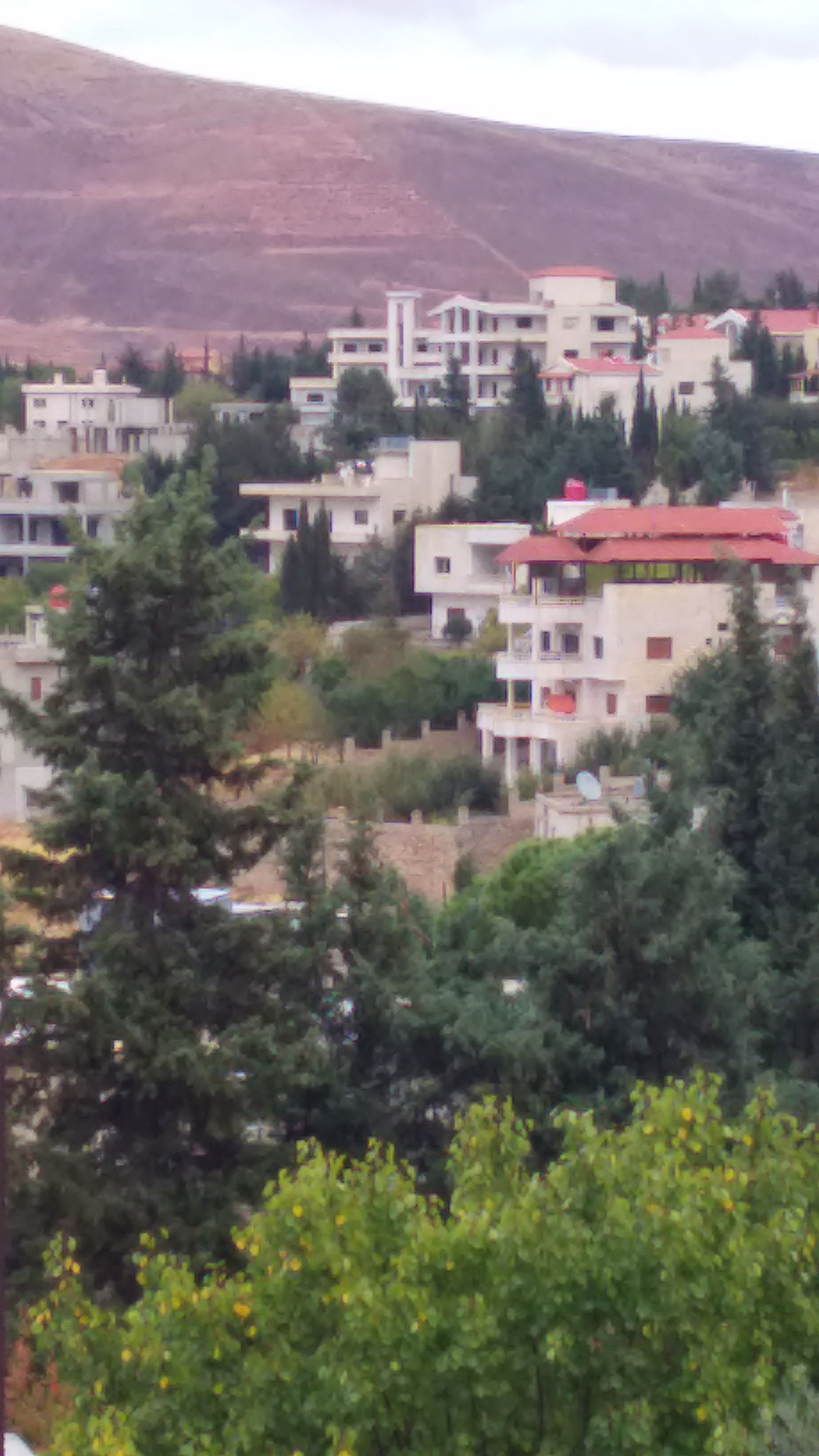
صورة من داخل البلدة

بلدة حوش بجد أو كما تدعى بالمخطط التنظيمي الحديث للبلدة بتلال الأرز هي بلدة في سوريا تابعة لمدينة الزبداني والتي بدورها تابعة لمحافظة ريف دمشق.
ترتفع البلدة مسافة 1200م عن سطح البحر. وتقع جانبها بلدة الروضة والتي تقع شرق الحدود السورية اللبنانية، شرقي جديدة يبوس. وتقع البلدة في منطقة الزبداني وتبعد عن ناحية مضايا مسافة 3 كيلو متر. وتبعد عن بحيرة زرزر مسافة 4 كيلو متر وتبعد القرية عن العاصمة دمشق مسافة 42 كيلومتر ويمر نهر بردى من جانب القرية الأقرب إلى الطريق العام.
تطل البلدة على كامل سهل الزبداني ومضايا بالإضافة إلى كشفها كامل المنطقة وإطلالتها أيضآ على التكية بالكامل مما أعطى جمالية ورونقآ والجو النظيف النقي للبلدة وخلو البلدة من الضجيج.
يوجد في البلدة مسجدان وهما مسجد القرية الأساسي في ساحة البلدة ومسجد النجوم الكبير على طرف القرية وهو من أكبر مساجد المنطقة إضافة إلى التصميم المعماري الحديث للمسجد.
ويوجد في البلدة سلسلة من الينابيع اهمها نبع عين جنينة الذي يغذي كافة احتياجات الأهالي من المياه عين تحتا. تشتهر مزارع البلدة بزراعة التفاح والكرز والدراق والخوخ وكذلك الأجاص ويوجد فيها الكثير من شجر التين والتوت ويقال عن البلدة انها كانت تسمى (عين التوت) لكثرة شجر التوت فيها وكل هذا جعلها مقصداً للعديد من السيّاح القادمين من دمشق أو من خارج البلد...
و أيضآ تاريخ البلدة القديم والعريق:
841...805 ق.م أطلق عليها الملك حزائيل قنوا منبع النهر باراديوس أي بردى...
حوش بجد..ارامية في عراقتها واهميتها منذ فجر التاريخ...لقربها واشرافها على نهر الفردوس المقدس نهر ابانه أي  بردى باليونانيه...
أطلق عليها عدة أسماء عبر العصور..
سميت غابة الاشجار لكثافة اشجارها ووجود أنواع مختلفه من الحيوانات داخلها  فكان يقصدها ملوك ارام وروم ويونان ويشرف عليها قصر النمرود...
634 تم الفتح الإسلامي لبلاد الشام وكانت تلال بردى موقع استراتيجي وذو خير وفير لمقر القادة الفرسان الفاتحين لهم ولخيولهم وكانت الحوش عباره عن  غابة وفيرة بالماء والطعام.
واطلقو المسلمين عليها الاسم العربي البحت حوش بجد.أي حوش تعني أي الفناء المحيط بالنبع والمشرف على نبع بردى  وبجد أي مربط الخيل وسميت ذلك نسبة إلى الصحابي الجليل عبد الله ابن نهم دليل رسول الله في إحدى الغزوات اللذي لقبه رسول الله ذو البجادين نسبة لوفائه واصالته رضي الله عنه.
يوجد في البلدة بيوت قديمة مدفونة من بقايا البلدة القديمة التي كانت موجودة وبعض الآثار التي تدل على وجود حضارة قديمة في المنطقة تعود للحقبة االآرامية واليونانية والممالك التي كانت موجودة في تلك الحقبة من الزمن وحالها كحال باقي البلدات في الزبداني من وجود الحضارة والتراث القديم فيها
يشتهر أهل القرية بالكرم فأجمل ما قيل عنها:
(يا  حوش بجد  يا   منبع   الفرسان      فيكي الاصاله والكرم عنوان     )
( بقيتي على العهد من زمن وزمان      هيدا كلام سمعتو ع مدى الأعوام ) 
و اسم حوش بجد يعني باللغة العربية بيت الفرسان الأصيلين أو دار العرب أو الفناء المحيط بالنبع 
و  المشرف على نبع بردى وبجد أي مريط الخيل الأصيل.
في الازمة السورية من 2011 الى 2019 :

احتضنت البلدة عددآ كبيرآ من الأخوة النازحين من مختلف المناطق السورية ومن جوبر وببيلا وكفر بطنا وأيضآ خاصة أهل المنطقة من الزبداني ومضايا إلى حين عودتهم إلى بيوتهم.
 اطلالة بلدة حوش بجد على كامل منطقة الزبداني للمشاهدة إضغط على 2
بعض الصور:

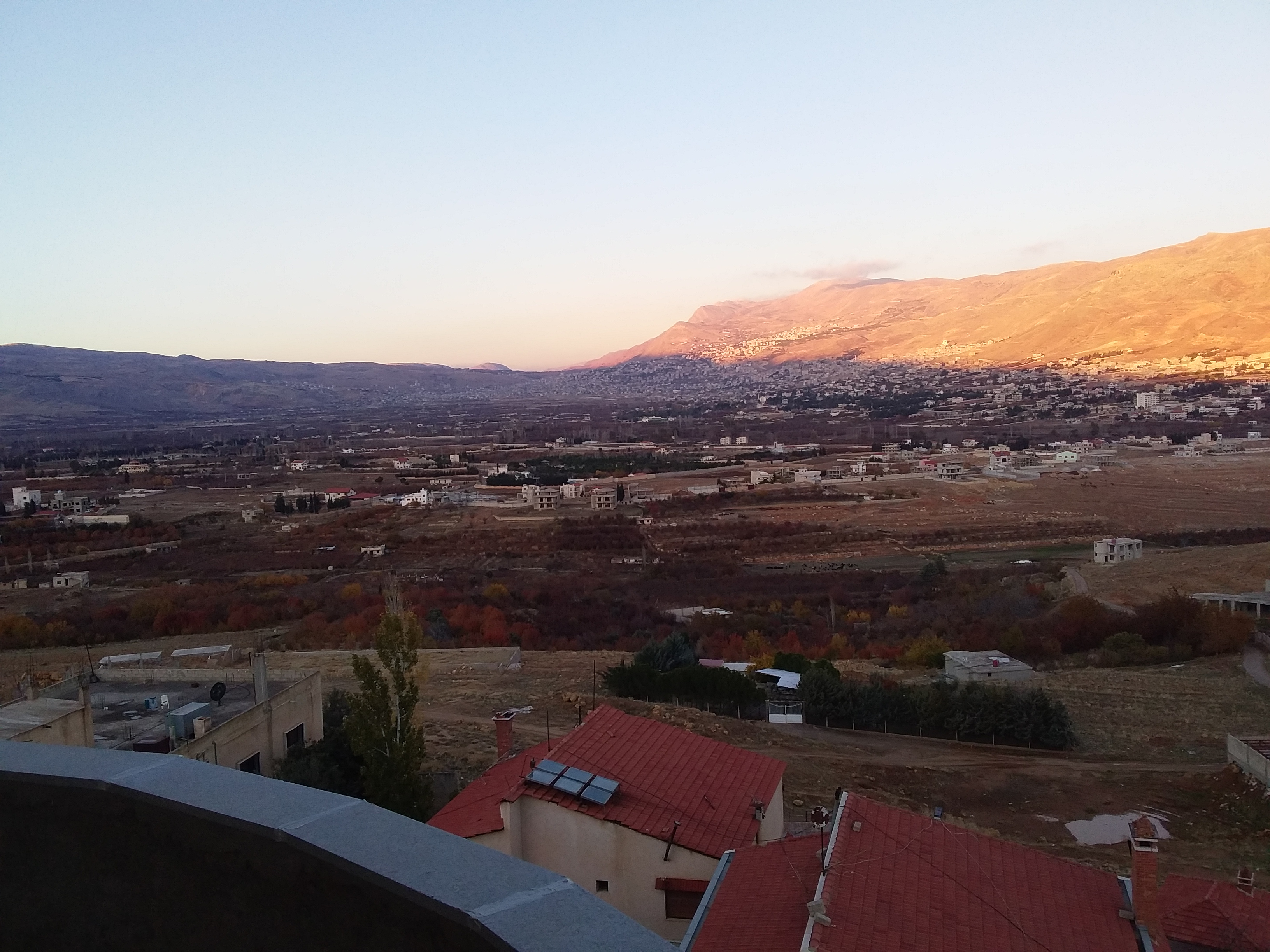
اطلالة البلدة على منطقة الزبداني و غروب الشمس

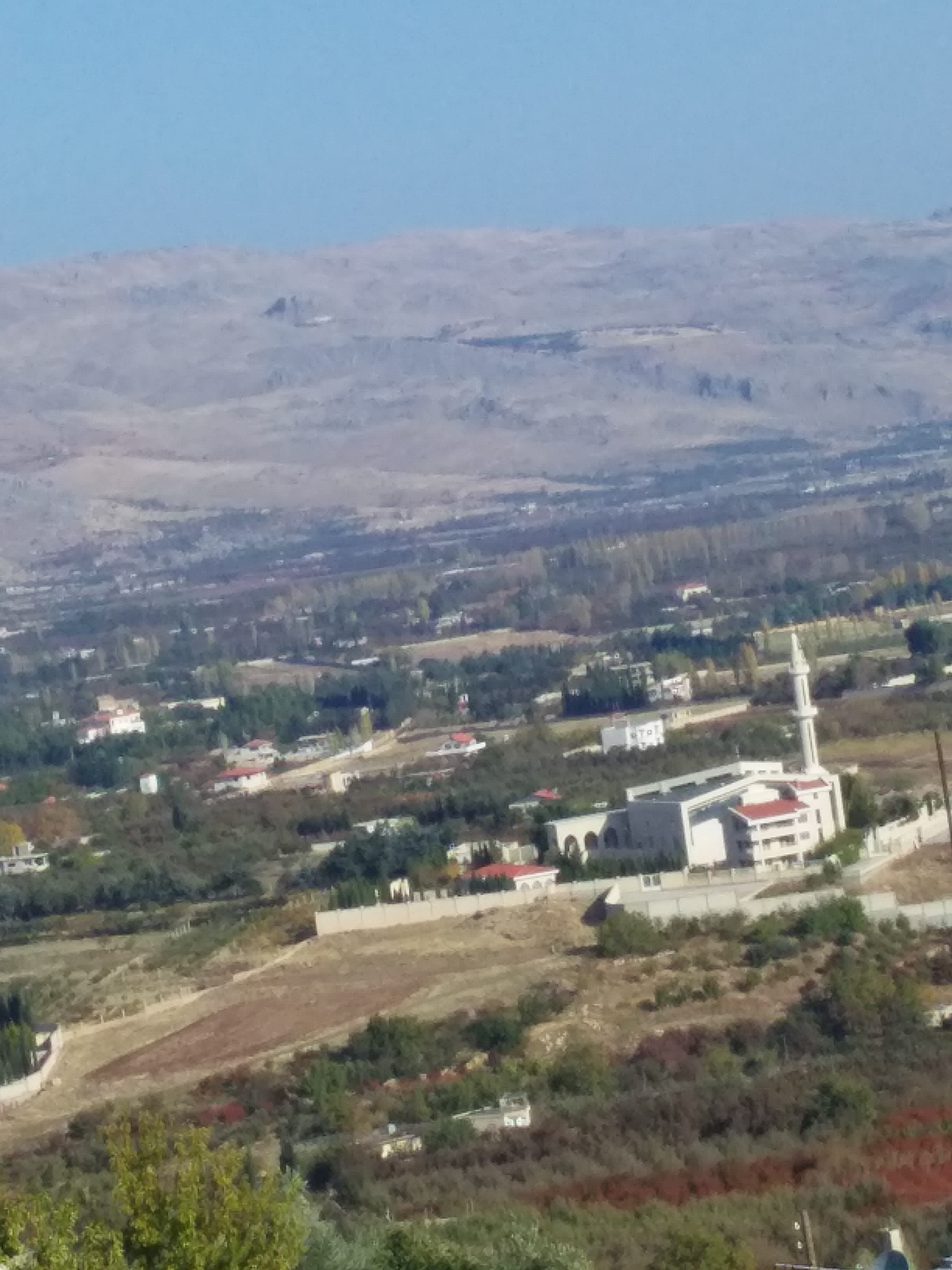
جامع النجوم الكبير في البلدة

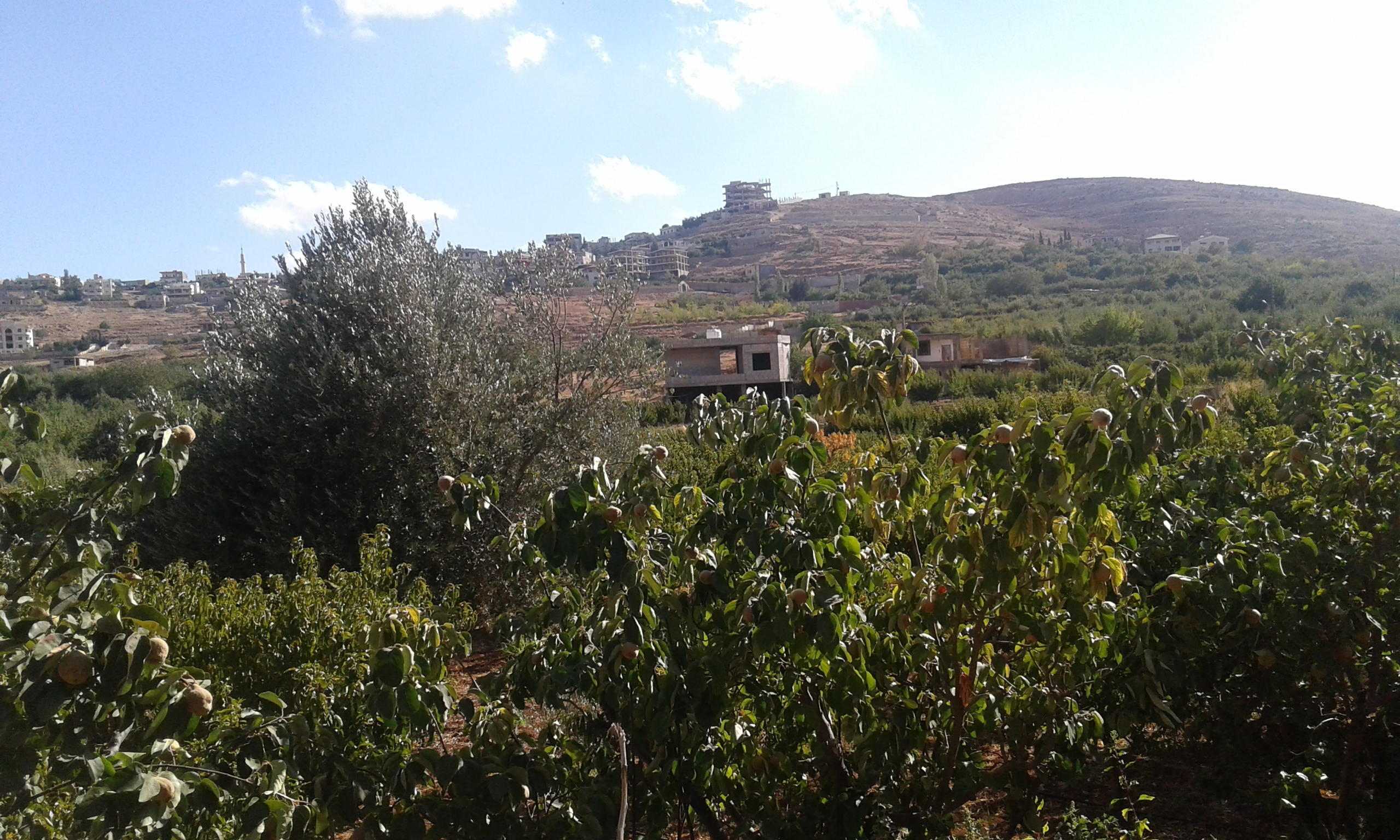
مزارع البلدة

المراجع: تمت إضافة البيانات كاملة بواسطة المهندس نورالدين عمر البقاعي